# هانا تیلور
هانا تیلور (به انگلیسی: Hannah Taylor،  زادهٔ ۳۰ آوریل ۱۹۹۸) یک کشتی‌گیر آزادکار اهل کشور کانادا است. وی سابقه حضور در المپیک ۲۰۲۴ پاریس را دارد.  